# Giovane contadino in blu
Giovane contadino in blu (Petit paysan en bleu ou le jockey) è un dipinto a olio su tela (46,5x38 cm) realizzato tra il 1881 ed il 1882  dal pittore Georges-Pierre Seurat.
È conservato nel Musée d'Orsay di Parigi.